# Licença para Enlouquecer
Licença para Enlouquecer é um filme de comédia romântica brasileiro de 2024, distribuído pela Pipa Pictures e produção da Yva Filmes e conta com roteiro de Mônica Carvalho, Marcelo Correa e Michele Muniz e direção de Hsu Chien. É estrelado por Mônica Carvalho, Michele Muniz e Danielle Winits.
Produção da Yva Films e Co-Produção da WN Produções. A Trilha Sonora original e assinada por Walther Neto e Ana Viesti, 

## Sinopse
Quando a vida de Sara, Lia e Leia se torna um caos enorme, elas se veem obrigadas a compartilhar um apartamento minúsculo em São Paulo, onde quase perdem a sanidade. No entanto, as três decidem dar um basta e se tornam cúmplices ao receber uma proposta indecente e irresistível: embarcar numa jornada pelo país para "animar" uma festa secreta na deslumbrante praia de Maragogi, em Alagoas. É uma aventura absurdamente inesperada, repleta de reviravoltas, paixões, o poder da amizade e uma surpresa que mudará seus destinos para sempre.

## Elenco
- Mônica Carvalho como Sara
- Michele Muniz como Leia
- Danielle Winits como Lia
- Nelson Freitas como Carlos
- Thaíssa Carvalho como Bia
- André Mattos como Eucleciano
- Ricardo Oliveira como	Márcio
- Luiza Tomé como Nahimana
- Henri Castelli como Alaor
- Cleyton Alves como Tonico
- Bruno Moreira como Chico